# Хага, Рёхэй
Рёхэй Хага (羽賀亮平; род. 17 сентября 1988 года, Обихиро, Япония) — японский конькобежец. Специализируется на дистанциях 500 и 1000 метров.
Принимал участие на зимних Олимпийских играх 2010 года в Ванкувере заняв 29-е место в дистанции 1000 метров.
В 2014 году участвовал в 1 этапе Кубка мира по конькобежному спорту завоевав бронзовую медаль в дистанции 500 метров.
На Чемпионате мира по конькобежному спорту в спринтерском многоборье 2012 занял 23-е место, в этом же чемпионате в 2013 году финишировал 20-м. В 2017 году вновь принял участие в этом чемпионате заняв 15-е место в таблице.
Является трёхкратным бронзовым призёром Чемпионата Японии по конькобежному спорту на отдельных дистанциях (2009, 2010, 2012) и золотым призёром данного чемпионата в дистанции на 500 метров.
В 2010 и 2013 годах дважды становился золотым призёром Чемпионата Японии по конькобежному спорту в спринтерском многоборье, в 2011 году — завоевал бронзу, а в 2014 году взял серебряную медаль.
В 2016 году на Чемпионате мира по конькобежному спорту на отдельных дистанциях в дистанции 500 метров занял 13-е место.
В Чемпионате мира по конькобежному спорту в спринтерском многоборье 2017 занял 12-е место.

## Личные рекорды
| Дистанция | Дата            | Арена          | Время   |
| --------- | --------------- | -------------- | ------- |
| 500м      | 26 января 2013  | Сток-Лейк-Сити | 34,43   |
| 1000м     | 26 февраля 2017 | Калгари        | 1.08,62 |
| 1500м     | 15 марта 2017   | Калгари        | 1.59,31 |